# Beslutsteori
Beslutsteori är ett tvärvetenskapligt fält som angränsar till alla vetenskapliga discipliner, ingenjörskonst och mänskliga aktiviteter. Ofta räknas beslutsteori som en gren av filosofin, men operationsanalys, det delområde som behandlar komplexa formaliserbara system, ses ofta som en delgren av matematiken. Beslutsteori handlar om hur realistiska eller ideala beslut fattas eller borde fattas, och hur optimala beslut ernås.

## Rationella beslutsmodellen
Inom beslutsteorin finner man den rationella beslutsmodellen. Denna modell handlar om att ta rationella beslut där beslutsfattaren utgår ifrån och är medveten om sina egna värderingar. Beslutens alternativ är noggrant valda genom att beslutsfattaren rangordnar dess konsekvenser och därmed kommer fram till bästa beslutet med hänsyn till organisationens bästa. Den rationella beslutsmodellen kan många gånger liknas vid ”economic man”. 
Den rationella beslutsmodellen innefattar en beslutsprocess som kommer att leda fram till det bästa beslutet. Först behöver man fastställa och definiera själva problemet. Därefter rangordnas de olika alternativen genom att beslutsfattaren ser på dess konsekvenser, kopplat till exempelvis organisationens mål och vision.  Beslutstagaren väljer det alternativ som står högst i värdeskalan i förhållande till organisationens klara och koncisa mål. När beslutet väl är taget ska resultatet kontrolleras. 
Beslutstagaren i den rationella beslutsmodellen
- Definierar problemet
- Rangordnar alternativen och konsekvenserna av dessa
- Väljer det alternativ som passar organisationens mål bäst
- Implementerar det valda alternativet
- Kontrollerar  det slutgiltiga resultatet

Brim et al (1962) kom även fram till att det finns ett sjätte steg i den rationella beslutsmodellen. Detta steg fokuserade på det praktiska utförandet av beslutet.
Modellen har visats fungera vid problem av den enklare sorten, där man är medveten om vilket resultat man vill uppnå även vilken väg man skall ta. Men vid svårare fall är den inte lika användbar.. Även den mest rationella personen är begränsad i sina kunskaper och sökmetoder, detta betyder i sin tur att det inte finns några garantier för att även om man följer modellen så blir inte besluten alltid de bästa.
Som en reaktion mot den rationella beslutsmodellen finner vi ”administrative man” som handlar om att människan är begränsat rationell och inte förmår ta in all tänkbar information för beslutet.
En rationell beslutsproccess är när makthavaren tar hänsyn till möjliga konsekvenser och utgår från sina egna preferenser för att väga dessa mot varandra och undersöker alla relevanta handlingsalternativ. Alltså att man försöka fatta ett beslut genom att jämföra konsekvenserna och ha sig själv i fokus och låta jämförelsen avgöra beslutet.
Kritik riktad mot den rationella beslutsmodellen
I den rationella beslutsmodellen finns ofta oklara och skiftande mål i projektplanen. De problem och lösningar som finns i offentliga dokument är ofta väldigt övergripande för alla som arbetar. Vilket skapar utrymme för många tolkningar och intressen. Sahlin- Anderssons kritik berör också senare steg i den rationella beslutsmodellen. I hennes studie skedde ofta en utformning av olika handlingsalternativ men det verkade desto svårare att finna kriterier för att jämföra dem och därmed kunna räkna ut vilket alternativ som bäst uppfyllde målen. Även Engwall riktar kritik mot den rationella beslutsmodellen. Då han utgår från att man har utvärderat och bedömt de alternativa handlingsmöjligheter som finns och att det alternativ som väljs är det bästa. Men detta antagande är problematiskt då det råder en stor osäkerhet om vilka konsekvenser ett projekt och projekts olika handlingsalternativ skulle kunna få. Samtidigt ses processen som en neutral process där alla aktörer är ärliga och underställer sig sina egna intressen för att välja det alternativ som är bäst för projektet. Men så är inte fallet i verkligheten då projekt ofta innebär förändring för vissa intressegrupper och upptar resurser som hade kunnat användas för något annat.

## Normativ och beskrivande beslutsteori
Beslutsteori kan bedrivas normativt (preskriptivt), det vill säga inriktat på att identifiera de bästa besluten, vilket underförstår en ideal beslutsfattare som är välinformerad och kapabel att fatta beslut rationellt och utan svaghet. Denna typ av beslutsteori är vanligast förekommande. Studiet av den praktiska tillämpningen av sådan ideal beslutsteori kallas beslutsanalys, i vilken verktyg, metoder och dataprogram utvecklas för att hjälpa människor att fatta rätt beslut.
Eftersom människor inte alltid fungerar optimalt, har även en beskrivande (deskriptiv) beslutsteori utvecklats, i syfte att undersöka hur människor verkligen fattar beslut. Eftersom den normativa, optimala beslutsteorin ofta fungerar som hypotes för undersökningar av det faktiska beteendet, är de båda nära sammanbundna med varandra.

## Vilka beslut kräver en teori?
Typiska beslutssituationer som analyseras inom beslutsteorin är bland andra:
- val med inslag av osäkerhet;
- sociala beslut, beslutsfattande i grupp eller inom organisationer, som förekommer i spelteorin;
- riskfria val mellan inkommensurabla objekt (objekt som inte kan värderas på samma grunder), vanligt inom mikroekonomi;
- intertemporala val, studiet av det relativa värde som människor tillskriver två eller fler objekt vid olika tidpunkter.

## Grundläggande begrepp

### Handlingar, tillstånd och utfall
De tre begrepp som är mest grundläggande i den ideala (preskriptiva) beslutsteorin är handlingar, tillstånd och utfall. En beslutsfattare kan utföra olika handlingar, och det är just valet av handling som beslutet avser. Exempel på handlingar kan vara Promenera med paraply medtaget och Promenera utan paraply. Världen utanför beslutsfattaren kan uppträda i olika tillstånd som är relevanta för situationen, till exempel Det regnar och Det regnar inte. För varje kombination av en handling och ett tillstånd finns ett utfall, till exempel Blir blöt och behöver inte bära något eller Blir inte blöt och behöver inte bära något eller Blir inte blöt men behöver bära paraply. Ingenting hindrar att flera olika kombinationer av handling och tillstånd leder till identiska utfall. Man eftersträvar att beskriva handlingsalternativen så att de är ömsesidigt uteslutande, och samma sak för tillståndsalternativen.

### Beslutstabeller
Ofta ställer man upp en beslutstabell (matris) för att enkelt kunna studera alla möjliga utfall och vilken handling som bör väljas. Handlingarna motsvarar därvid olika rader, medan tillstånden motsvarar kolumnerna. Analysen av tabellen underlättas i regel väsentligt om utfallen kan beskrivas numeriskt, så att varje utfall tillskrivs ett utfallstal, som ofta benämns nytta. Då krävs som ett minimum att utfallen kan rangordnas, så att ett utfall som beskrivits med ett större utfallstal alltid föredras framför ett utfall beskrivet med ett lägre utfallstal. Med andra ord måste utfallstalen kunna behandlas som en ordinalskala. Många beslutsregler som föreslagits för numeriska beslutstabeller kräver dessutom att man kan jämföra skillnader mellan preferenser överallt på skalan (intervallskala).

### Beslutsregler
En rad olika beslutsregler har föreslagits när man ska fatta beslut och utfallen är numeriskt beskrivna som nyttor (där högre nytta betyder högre preferens). Några av dem är följande:
- Maximin-regeln: Välj den handling (rad i tabellen) som maximerar den minsta nyttan: det skall gå någorlunda bra också med otur.
- Minimax-ånger-regeln: Räkna om beslutstabellen till en ångertabell (eng. regret table) genom att ersätta varje nyttotal med maximala nyttan i kolumnen (tillståndet) minus nyttan. Man får då för varje utfall ett slags mått på hur dåligt det kan gå (hur mycket man kan behöva ångra sig). Välj sedan den handling som minimerar den maximala ångern. Denna regel kräver att den ursprungliga beslutstabellen beskrivits med en intervallskala.
- Optimism-pessimism-regeln: Om {\displaystyle H_{i}} står för de utfall som är möjliga för handling (rad) nr {\displaystyle i}, beräkna för varje handling en poäng enligt formeln {\displaystyle aH_{i,max}+(1-a)H_{i,min}}, där {\displaystyle a} uppfyller {\displaystyle 0\leq a\leq 1}. Den beräknade poängen blir ett vägt medelvärde av den högsta och den lägsta nyttan som är möjlig för varje handling. Ju närmare 1 konstanten {\displaystyle a} väljs, desto större vikt läggs vid den högsta (bästa) möjliga nyttan. (Av denna anledning kan {\displaystyle a} kallas personens optimismindex.) Välj sedan den handling som fått högst poäng. Även denna regel kräver intervallskala.
- Regeln om otillräckliga skäl: Om man saknar skäl att tro att ett visst tillstånd är mer sannolikt än ett annat, antag att alla tillstånd är lika sannolika och beräkna utifrån detta den förväntade nyttan (väntevärdet) för varje handling. Detta blir i praktiken detsamma som att beräkna det aritmetiska medelvärdet av utfallstalen på varje rad. Välj sedan den handling (rad) som har högst förväntad nytta. Regeln kräver intervallskala.

#### Principer för beslutsregler
Reglerna nämnda ovan ger inte alltid identiska beslutsrekommendationer. Filosofer som diskuterat för- och nackdelar med olika beslutsregler har försökt att finna ännu enklare principer som goda beslutsregler ska kunna föras tillbaka på, eller åtminstone inte strida mot. 
En sådan allmänt accepterad princip är dominansprincipen. En handling {\displaystyle H_{1}} sägs "dominera" en annan handling {\displaystyle H_{2}} om och endast om (1) utfallstalet för {\displaystyle H_{1}} är minst lika stort som utfallstalet för {\displaystyle H_{2}} för varje tillstånd, och (2) utfallstalet för {\displaystyle H_{1}} är strikt större än utfallstalet för {\displaystyle H_{2}} för åtminstone något tillstånd. Dominansprincipen säger att man aldrig bör föredra en handling som domineras av någon annan. Man kan visa att det finns situationer där maximin-regeln, minimax-ånger-regeln och optimism-pessimism-regeln alla misslyckas med att avfärda en dominerad handling. Regeln om otillräckliga skäl kan däremot aldrig bryta mot dominansprincipen. I regeln om otillräckliga skäl kan man å andra sidan ifrågasätta antagandet att alla tillstånd skulle vara lika sannolika.
En annan allmänt accepterad princip är att en god beslutsregel inte bör påverkas av att ett ovidkommande handlingsalternativ läggs till. Om en beslutsregel förordar {\displaystyle H_{1}} framför {\displaystyle H_{2}}, och dessa är de enda handlingsalternativ som står till buds, vore det underligt om samma beslutsregel skulle förorda {\displaystyle H_{2}} framför {\displaystyle H_{1}} när ett tredje handlingsalternativ, {\displaystyle H_{3}}, läggs till. Man kan visa att minimax-ånger-regeln i vissa situationer bryter mot denna princip.

## Historia
Beslutsteorin uppstod under 1600-talet, med verk av bland andra Blaise Pascal, Thomas Bayes och Daniel Bernoulli, för att studera val i situationer där följderna var ovissa. Pascal hade i sin bok Pensées infört en teori om förväntat värde i beslutsfattande, vilket Bernoulli argumenterade mot, och menade att det i stället var den förväntade nyttan som styrde sådana val.
Beslutsteorin växte i betydelse under 1900-talet, med Abraham Wald, som införde centrala begrepp i en artikel 1939. Termen beslutsteori myntades 1950 av E.L. Lehmann.
Frank Ramsey, Bruno de Finetti, Leonard Savage och andra lanserade teorin om subjektiva sannolikheter. En mycket kontroversiell fråga är huruvida sannolikhetsaspekten kan ersättas av andra faktorer i beslutsteorin.